# Hilaria Rüti

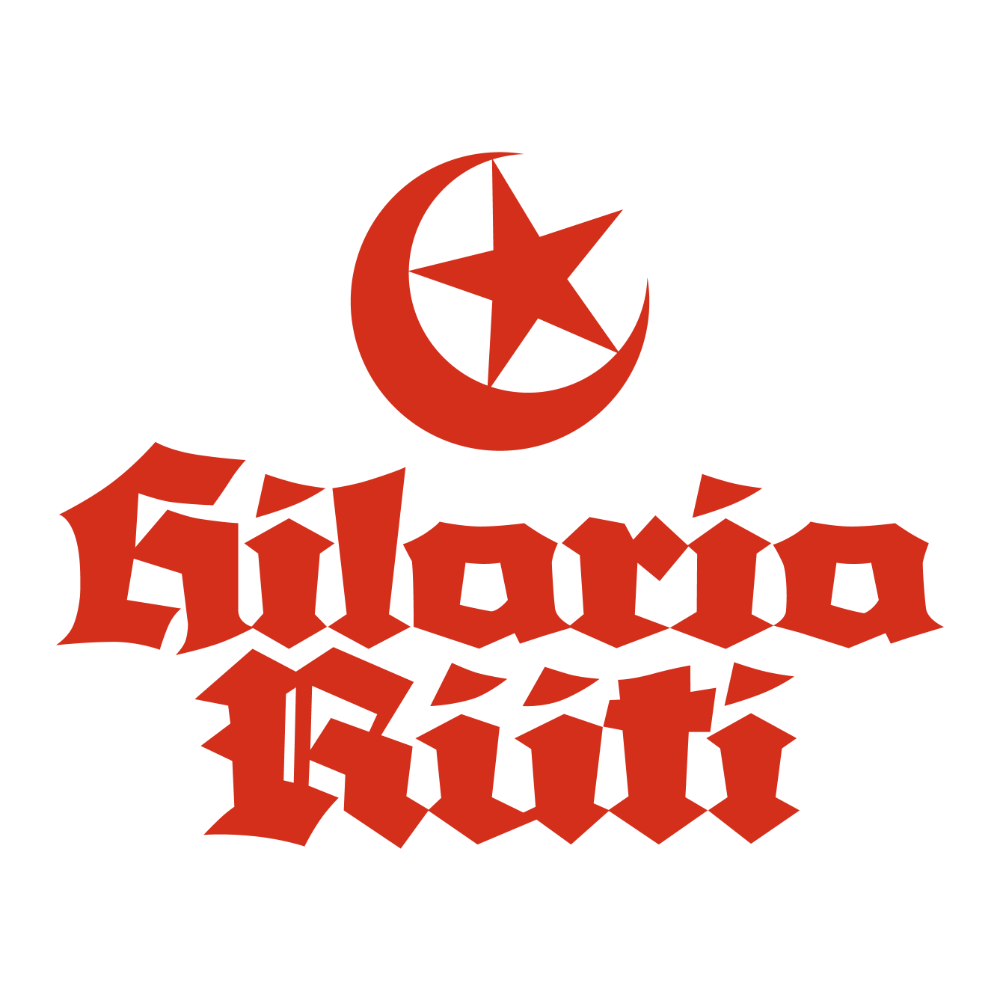
Logo der Fasnachtsgesellschaft Hilaria Rüti.

Die Hilaria Rüti – gegründet 1890 – ist eine Männervereinigung zur Pflege des fasnächtlichen Brauchtums im Zürcher Oberland. Sie hat rund 600 Mitglieder und ist nach historischen Erkenntnissen die älteste Fasnachtsvereinigung des Kantons Zürich.

## Anlässe
Drei Anlässe bilden den fasnächtlichen Höhepunkt des Jahres für die Hilaria Rüti:
- der traditionelle Bierkommers
- der Hilaria-Maskenball
- die Kinderfasnacht

## Bierkommers
Am Bierkommers, welcher stets am Samstag nach dem Aschermittwoch stattfindet, kommen rund 600 Fasnächtler aus der Region zusammen. Sie stammen aus allen Gesellschaftsschichten. Arbeiter und Unternehmer, Politiker und Künstler, alle sind gleichwertige Hilarianer und flechten freundschaftliche Banden, die weit über das fasnächtliche Treiben hinausgehen. Jedes Jahr wird ein Ehrengast aus Politik, Wirtschaft, Unterhaltung oder Sport zum Bierkommers eingeladen. Viele ehemalige Ehrengäste haben dem Kommers die Treue gehalten und pilgern seither zur Fasnachtszeit immer wieder nach Rüti.
Am Bierkommers, der Generalversammlung der Hilaria, werden von den geladenen Zünften und Gästen Tischreden gehalten. Der hohe Pascha – als oberste Autorität – hat seine Tischpräsidenten und Muselmanen mit Witz und Schlagfertigkeiten in Schranken zu halten. Die «Generalversammlung» ist natürlich eher eine geistreiche Verspottung der üblichen Vereinsversammlungen. Zwischen den Redeschlachten wird aus dem hauseigenen Hilaria-Liederbüchlein gesungen und in studentischer Manier Bier getrunken. Der Bierkommers ist eine einzigartige Mischung von Satire, Witz, Humor, Gesang, Bühnenattraktionen und Redeschlachten mit Trinksitten und Tabus, welche die gesellschaftliche Fröhlichkeit der zur Tradition gewordenen Hilaria-Männerrunde bestimmen.

## Halbmond und Stern
Die Hilaria ist weder politisch noch religiös, weder für noch gegen den Islam, weder ernst zu nehmen noch nimmt sie sich selber ernst. Es ist eine Fasnachtsgesellschaft, die in den 1890er Jahren für hiesige Verhältnisse aussergewöhnliche Erkennungszeichen für sich gewählt hat.
Es ist wohl auf den damaligen Reiz der Geschichten von 1000 und einer Nacht, den fasnächtlichen Gedanken an die Verkleidung mit Aussergewöhnlichem sowie die Handelskontakte der Rütner Industrie in den Orient zurückzuführen, dass Elemente jener Kultur als Grundlage der Hilaria Rüti dienten. In jener Zeit erfolgte insbesondere in der Türkei eine Umorientierung in die Richtung einer modernen, westlich geprägten Gesellschaft, welche insbesondere dazu führte, dass Männer nicht mehr Turban und weite Kostüme trugen, sondern Anzug, Krawatte und als Kopfbedeckung einen Fez (oder Fes).
Diesen Einbezug fremder Kulturen haben im 19. Jahrhundert viele Fasnachtsgesellschaften vorgenommen (z. B. auch die befreundete Japanesengesellschaft mit deren Japanesenspielen in Schwyz, welche sich an der japanischen Mode und Kultur orientieren).

## Sultanate
Der Hilaria Rüti sind die vier Sultanate, Bubikon, Dürnten, Bäretswil und Wetzikon untergeordnet. Die Sultanate führen unter dem Patronat der Hilaria jeweils zwei Wochen (Sultanat Bubikon) bzw. jeweils eine Woche (Sultanat Dürnten) vor der Rütner Fasnacht in ihren Oasen eigene Anlässe durch. Wenn die Hilaria Rüti an den Bierkommers lädt, pilgern die Sultanate mit Fahne, Ehrenzeichen und Würdenträgern nach Rüti.